# José Manuel Fernández García
José Manuel Fernández García, conosciuto semplicemente come José Manuel (Gijón, 14 settembre 1946 – Oviedo, 28 luglio 2008), è stato un calciatore spagnolo.

## Carriera
Giocava come centrocampista.
Ha militato per tutta la carriera con la maglia dello Sporting Gijón, con cui vinse due campionati di Segunda División. Tra campionato e Coppa di Spagna ha totalizzato 303 presenze, mettendo a segno sette reti.
Conta cinque presenze con la nazionale olimpica spagnola.

## Palmarès

### Club

#### Competizioni nazionali
- Segunda División (Spagna): 2

Sporting Gijón: 1969-1970, 1976-1977